# Und wenn der ganze Schnee verbrennt
Und wenn der ganze Schnee verbrennt (späterer Verleihtitel: Zwei blaue Vergißmeinnicht) ist eine deutsche Filmkomödie von Helmuth M. Backhaus aus dem Jahr 1963.

## Handlung
Mr. Wilson, der Chef einer Londoner Privatdetektei, schickt während seines Kuraufenthalts in Koper auch seine Angestellten Charly und Ingrid in den Urlaub, da Charlys Falllösungen im Alleingang den Ruf der Detektei gefährden. Beide erhalten also ein Ticket für eine Adria-Kreuzfahrt über Italien nach Jugoslawien. An Bord sind auch der Rauschgiftschmuggler Nelken-Frank Rocco, sein Gehilfe Carlo und Roccos ahnungslose Freundin Sherry. Die blonde Heidi wiederum wird bis an Bord von den Studenten Rolf und Ronnie verfolgt.
Bald erkennt Charly, dass an Bord nicht alles mit rechten Dingen zugeht, hat Ingrid doch bereits vor dem Bordgang Roccos Tüte Kokain mit Zucker verwechselt und ist im Vollrausch an Bord in der Kabine umgekippt. Charlie setzt nun alles daran, den an Bord befindlichen Rauschgiftschmuggler zu stellen. Rocco wiederum verkauft das Kokain beim Landgang in Italien und vermischt den Erlös mit ebenfalls in Italien gedrucktem Falschgeld, das er mit an Bord nach Jugoslawien nimmt.
Rolf und Ronnie haben auf der Verfolgung von Heidi ihre Reisekasse verloren und müssen nun an Bord ihre Überfahrtkosten erarbeiten. Rolf, der zwar einen reichen Vater hat, sich jedoch als arm ausgibt, verliebt sich in Heidi, die von Rocco umgarnt wird. Er reagiert eifersüchtig, doch Heidi findet ihn zu romantisch. Ronnie hingegen trifft in seiner Kabine auf Cherry, die in Roccos Auftrag nach einer verlegten Geldbörse suchen soll, und vermutet in ihr einen blinden Passagier. Er versteckt sie und versorgt sie heimlich mit Essen. Obwohl sie zunächst zurück zu Rocco flüchten will, nimmt Cherry bald freiwillig zu Ronnie Zuflucht, weil sie von den Machenschaften Roccos erfährt, in die sie ohne ihr Wissen hineingezogen wurde.
Das Schiff legt in Jugoslawien an. Rolf, der Rocco noch immer eifersüchtig beobachtet, sieht, dass der eine Pistole bei sich trägt, und fotografiert ihn in dessen Kabine über den Falschgeldkoffer gebeugt. Rocco schlägt Rolf nieder und versteckt ihn an Bord. Charly gelingt es in der Zwischenzeit, das Falschgeld aus dem riesigen Koffer an Ingrid zu übergeben und sich selbst im Koffer an Land zu schmuggeln. Als Rocco und seine Mitstreiter den Koffer öffnen, flieht Charly erneut an Bord und wird dort von Rocco verfolgt. Es fallen Schüsse und Heidi, die die Schüsse an Land hört, alarmiert die Polizei. Ingrid wiederum hat Mr. Wilson informiert. Am Ende werden Rocco und Carlo von der Polizei überwältigt und das Falschgeld durch Ingrid an die Polizei übergeben. Mr. Wilson macht Charly zum Kompagnon und Ingrid schmiegt sich verliebt an den verdutzten Charly. Ronnie und Sherry befreien Rolf, der nun von Heidi nicht mehr als romantisch-langweilig betrachtet wird. Sie folgt ihm an Land und beide enden sich küssend am Pier.

## Produktion
Und wenn der ganze Schnee verbrennt wurde unter anderem in Piran gedreht. Der Film erlebte am 30. August 1963 seine Premiere. Er lief auch unter dem Alternativtitel Zwei blaue Vergißmeinnicht.
Im Film werden verschiedene Schlager gesungen:
- Chris Howland: Ich teste ihre Küsse
- Gitta Winter: Tamburi Gitarra
- Rex Gildo: Heidi
- Rex Gildo: Zwei blaue Vergißmeinnicht

## Kritik
Das Lexikon des internationalen Films nannte Zwei blaue Vergißmeinicht ein „denkbar dürftiges Lustspiel“.
Cinema schrieb: „Kokain, Klamauk und Kitsch – ein übler Mix!“